# Robert Boubet
Robert René Boubet (* 29. Juli 1947 in Lacs) ist ein ehemaliger französischer Autorennfahrer.

## Karriere im Motorsport
Robert Boubet war in seiner Karriere dreimal beim 24-Stunden-Rennen von Le Mans am Start. Bei seinem Debüt 1975 erreichte er den 20. Rang in der Gesamtwertung; die beste Platzierung all seiner drei Einsätze. Abseits von Le Mans war sein bestes Ergebnis ein sechster Rang beim 6-Stunden-Rennen von Monza 1975. Die Teamkollegen im Porsche 911 Carrera RSR beim zur europäischen GT-Meisterschaft zählenden Rennen waren Raymond Touroul und Pierre Pagani.

## Statistik

### Le-Mans-Ergebnisse
| Jahr | Team           | Fahrzeug                | Teamkollege       | Teamkollege           | Platzierung | Ausfallgrund         |
| ---- | -------------- | ----------------------- | ----------------- | --------------------- | ----------- | -------------------- |
| 1975 | X Racing       | Porsche 911S            | Philippe Dermagne |                       | Rang 20     |                      |
| 1976 | Alméras Fréres | Porsche 911 Carrera RSR | Christian Poirot  |                       | Rang 23     |                      |
| 1977 | Bernard Béguin | Porsche 911 Carrera RSR | Bernard Béguin    | Jean-Claude Briavoine | Ausfall     | überhitzter Zylinder |